# Verwerving
Verwerving (achievement) is het verkrijgen van een sociale positie en status waarbij persoonlijke invloed wordt uitgeoefend, zoals op basis van prestaties en capaciteiten. Dit in tegenstelling tot toewijzing waarbij geen persoonlijke invloed kan worden uitgeoefend op de sociale positie, zoals bij overerving, geslacht of leeftijd wordt bepaald. Dit onderscheid waarop posities worden verkregen in een sociaal systeem werd gemaakt door antropoloog Linton. Overigens is dit niet altijd een scherp onderscheid. Zo kan een door toewijzing verworven voorsprong betere prestaties tot gevolg hebben. Andersom kan een prestatie in een ver verleden ook in het heden een status en positie opleveren zonder dat er op dat moment nog sprake is van relevante prestaties.
Het begrippenpaar is onderdeel van de patroonvariabelen van Parsons waardoor het handelen in sociale interactie gekenmerkt wordt.
Waar in de standensamenleving geboorte bepalend was voor de stand waartoe men behoorde, veranderde dit met de komst van de industriële samenleving met zijn markteconomie. Capaciteiten en prestaties werden steeds belangrijker en men verschoof meer richting de meritocratie, hoewel niet in de mate die hervormingsdenker Saint-Simon (1760-1825) voor ogen stond. Na de Tweede Wereldoorlog ontstond het idee dat onderwijs de klassenmaatschappij zou doorbreken om een open samenleving mogelijk te maken. Dit zou onder meer blijken uit de verburgerlijking van de arbeidersklasse. Het optimisme bleek echter wat voorbarig. Hoewel de sociale mobiliteit sindsdien is toegenomen, speelt sociale reproductie waarbij de positie van ouders op het kind wordt overgedragen nog steeds een belangrijke rol.